# Motobi

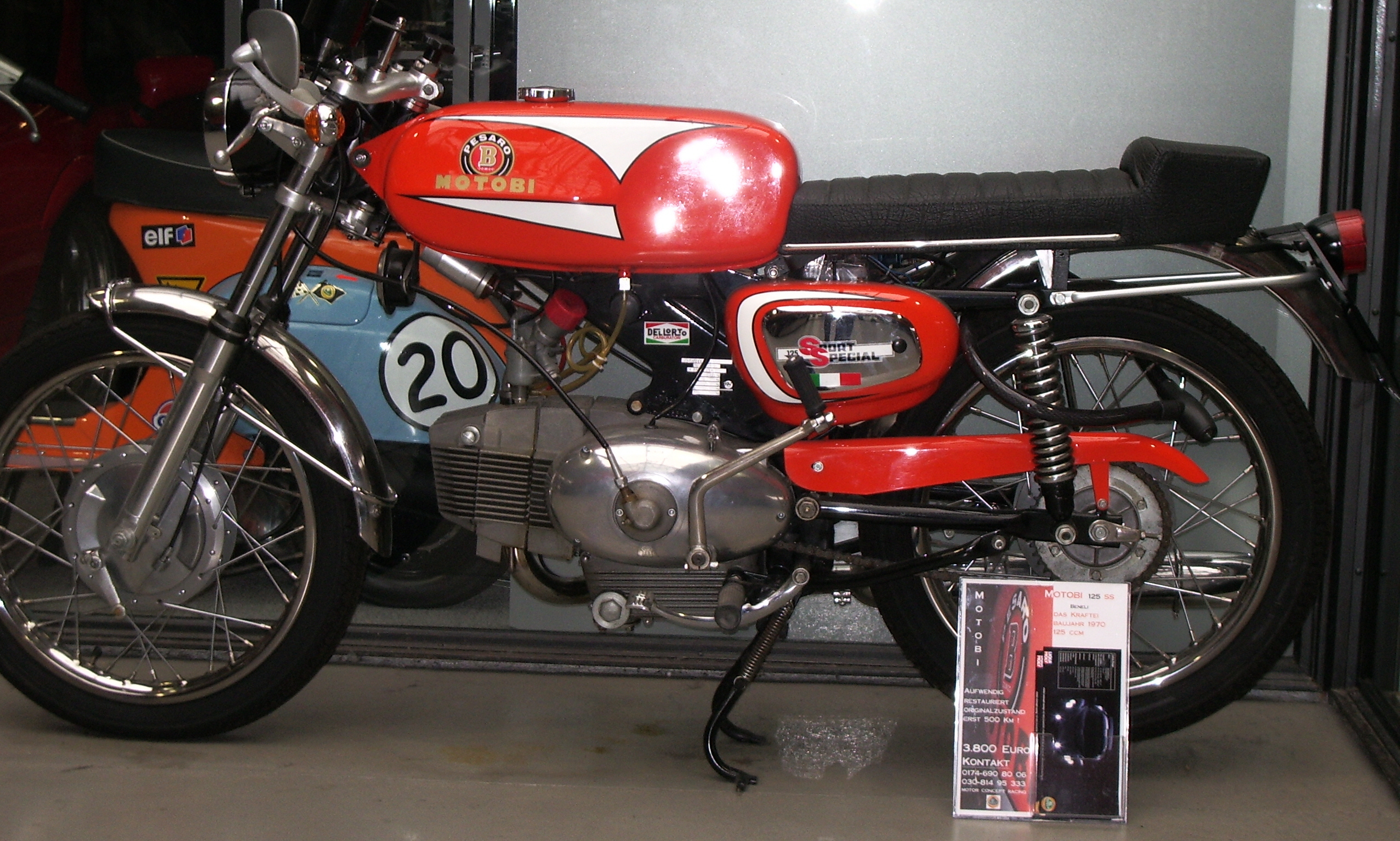
Motobi Kraftei 125cc

Motobi é uma companhia motociclística italiana, sediada em Pesaro. 

## História
A companhia foi fundada 1950 e permaneceu até 1977. A companhia foi reiniciada em 2010.